# Amyloflagellula
Amyloflagellula — рід грибів родини маразмієві (Marasmiaceae). Назва вперше опублікована 1966 року.

## Класифікація
До роду Amyloflagellula відносять 4 види:
- Amyloflagellula inflata
- Amyloflagellula pseudoarachnoidea
- Amyloflagellula pulchra
- Amyloflagellula verrucosa